# Juozapaitis
Juozapaitis ist der litauische männliche Familienname, abgeleitet vom Vornamen Juozapas.

## Weibliche Formen
- Juozapaitytė (ledig)
- Juozapaitienė (verheiratet)

## Personen
- Jonas Juozapaitis (* 1945), Politiker, Bürgermeister von Pakruojis,  Mitglied im Seimas
- Jurgis Juozapaitis (* 1942), Komponist
- Vytautas Juozapaitis (* 1963),  Opernsänger und Politiker, Mitglied des Seimas